# 西班牙真銀漢魚
西班牙真銀漢魚（学名：Atherina hepsetus）為輻鰭魚綱銀漢魚目銀漢魚科的其中一種，分布於東大西洋區，從西班牙至摩洛哥淡水、半鹹水及海域，包括地中海西部、亞得里亞海、黑海，體長可達20公分，為亞熱帶魚類，主要棲息在河口、潟湖、沿岸靜止水域，以蠕蟲、甲殼類、軟體動物等為食，可做為食用魚。